# Francesco Pricolo
Francesco Pricolo (Saponara di Grumento, 30 gennaio 1891 – Roma, 14 ottobre 1980) è stato un aviatore italiano.
Generale designato d'armata aerea della Regia Aeronautica, ricoprì incarichi di grande responsabilità, fu sottosegretario al Ministero dell'aeronautica e capo di stato maggiore dell'Arma azzurra.

## Carriera militare
Nel 1909 si arruolò volontario nel Regio Esercito, partecipò al corso per allievo ufficiale presso la Regia Accademia di artiglieria e genio, frequentando successivamente la Scuola di applicazione di artiglieria di Torino. Fu nominato sottotenente del Genio nell'agosto 1911. Venne assegnato al Battaglione dirigibilisti e con questo prese parte alla campagna italo-turca del 1910-1911.
Partecipò alla prima guerra mondiale con il grado di capitano del Genio, conseguito nel settembre 1915. Conseguì il brevetto di pilota dirigibilista nel dicembre 1915, e quello di comandante nell'agosto 1917. A bordo di diversi dirigibili, tra cui il P.4, il V.2, l'M.10, l'M.14, l'M.15, l'M.19 e l'F.5, prese parte a più di sessanta missioni di guerra. Per il coraggio e l'audacia dimostrate venne decorato con due medaglie d'argento e due di bronzo. Subito dopo la guerra gli fu assegnato il comando del dirigibile N1-Norge, fu anche comandante in seconda dell'Accademia Aeronautica e capo della segreteria del Comandante generale dell'Aeronautica.
Nel 1926 comandò lo Stormo dirigibili, nel 1928 fu promosso a colonnello, dal 1º gennaio al 30 maggio 1928 comanda il 21º Stormo e fino al 1929 fu capo di stato maggiore della 2ª Z.A.T. Fra il 1931 e il 1932 comandò la 1ª Brigata Aerea da Bombardamento. Fu Sottocapo di Stato Maggiore della Regia Aeronautica fra il dicembre 1932 e l'ottobre 1933, quando fu destinato al comando della 2ª Zona Aerea Territoriale (Z.A.T.), nel luglio 1938 divenne comandante della 2ª Squadra aerea. Il 10 novembre 1939 divenne sottosegretario di Stato e capo di Stato maggiore dell'Aeronautica Militare.
Comandò le forze aeree italiane nei primi 18 mesi di guerra fino al 15 novembre 1941, quando dovette lasciare l'incarico sia perché in grave contrasto con il generale Cavallero, sia perché poco gradito ai tedeschi che lo ritenevano responsabile delle deludenti operazioni aeree italiane. In un rapporto a Berlino dell'8 ottobre 1941, Rommel insistette perché venisse mandato in Italia Kesselring come comandante delle forze tedesche nel Mediterraneo, e si preparassero piani per la conquista di Malta e Biserta, inoltre aggiunse: «Mettete in guardia il Comando Supremo contro la leggerezza del generale italiano Pricolo».
Nel mese di novembre si iniziava la dotazione ai reparti dei nuovi M.C.202 quando la situazione sul fronte libico era grave, per colpa dell'offensiva inglese. Gli ordini superiori erano di far affluire tutti gli aerei disponibili, ma erano trattenuti ancora gli MC 202, per non inviarli in combattimento, con personale non bene addestrato e senza i filtri anti-sabbia. Anche questa decisione, motivata da ragioni di ordine tecnico, pregiudica l'incarico di Capo di Stato Maggiore dell'Aeronautica a Pricolo, per aver ritardato l'inoltro dei nuovi velivoli e quindi disubbidito ad ordini superiori (14 novembre 1941).
Messo a riposo il 15 agosto 1945, andò in congedo assoluto nel maggio 1954.

## Contributi all'aviazione
Il generale Pricolo ebbe il grande merito di valorizzare la specialità degli aerosiluranti, che fu a lungo osteggiata dagli alti vertici di Aeronautica e Marina, convinti che si trattasse di un “costoso giocattolo”. Egli prese a cuore la trasformazione degli S 79 in versione aerosilurante, e fece di tutto per convincere i dirigenti della fabbrica Whitehead di Fiume a stornare una commessa tedesca di siluri per sommergibili e a fornirgli 80 siluri da montare su questi aeroplani, riuscendo a rendere operativi gli SM 79 aerosiluranti nell'agosto 1940.
Pricolo si impegnò anche per realizzare il Macchi M.C.202, che fu ideato per modernizzare la Regia Aeronautica, i cui aerei, anche se numerosi, tecnicamente non erano in grado di competere con i Messerschmitt Bf 109 tedeschi e i Supermarine Spitfire inglesi.
Il grosso problema da risolvere fu la motorizzazione, perché il motore Fiat A.38 non forniva la potenza richiesta, così nel gennaio del 1940, Pricolo decise di accantonare il progetto del motore Fiat A.38, e ordinò l'allestimento presso le officine Alfa Romeo di Milano di linee di montaggio che fossero in grado di produrre industrialmente su licenza Daimler-Benz il DB 601, il motore tedesco dei Messerschmitt Bf 109.
Questo motore, montato sul Macchi M.C.200 al quale era stata completamente ridisegnata la fusoliera lasciando le ali e i piani di coda invariati, diede origine al Macchi C 202, il cui prototipo prese il volo, a Lonate Pozzolo, il 10 agosto 1940.

## Pubblicazioni
- Ignavia contro eroismo. L'avventura italo-greca Ottobre 1940- Aprile 1941, Nicola Ruffolo Editore, Roma 1946
- Ascensioni di guerra compiute dal pilota Francesco Pricolo, Stabilimento Fotomeccanico Aeronautica, Roma 1941
- La Regia Aeronautica nella seconda guerra mondiale, Longanesi, Milano, 1971.